# Dimitrie Hârlescu
Dimitrie Hârlescu, né à Fălticeni, dans le județ de Suceava, le 5 novembre 1872 et mort à Constanța, le 23 novembre 1925, est un peintre roumain.

## Biographie
Hârlescu étudie à l'académie des beaux-arts de Munich, où il suit la sécession de Munich (en), s'inspirant de l'expressionnisme et des villes de la classe ouvrière. C'est aussi là qu'il marie l'artiste Elena Mitrya. Le couple revient au village natal de Mitrya, à Tecuci, où Hârlescu enseigne au gymnasium. Avec Nicolae Vermont, il peint l'intérieur de l'église Saint-Jean-Baptiste à Tecuci.
Il a comme élève Marius Bunescu. La Strada Pictor Dimitrie Hârlescu à Bucarest porte son nom.
Il meurt à Constanța en 1923 à l'âge de 51 ans.